# 波特 (堪薩斯州)
波特（英語：Potter）為位在美国堪薩斯州艾奇遜縣的非建制地區。該地區坐落在74號堪薩斯州州道附近，且位在縣城艾奇逊南方，兩地之間相距約15.3（9.5英里）。

## 歷史
波特為因密蘇里太平洋鐵路經過此地區而在1886年設立。該地區以最早入住於此地的居民約瑟夫·波特（Joseph Potter）命名。
波特設有郵政局，郵區編號為66077，該郵政局於1865年5月14日設立，直到2009年5月16日結束營運。